# British American Racing
British American Racing, habitualmente citado como BAR, fue un equipo de Fórmula 1 que ingresó en la categoría en 1999. La escudería debe su nombre a la tabacalera British American Tobacco, también conocida por sus iniciales (BAT), que fue la dueña del equipo hasta su venta a Honda, que decidió cambiar de nombre a la escudería.
A lo largo de su historia, el equipo utilizó dos proveedores de motores, siendo Supertec su primer proveedor en 1999 y desde el año 2000 en adelante, la firma japonesa Honda, quien brindó su servicio de manera casi exclusiva en esta escudería, hasta 2005.

## Historia

### 1999

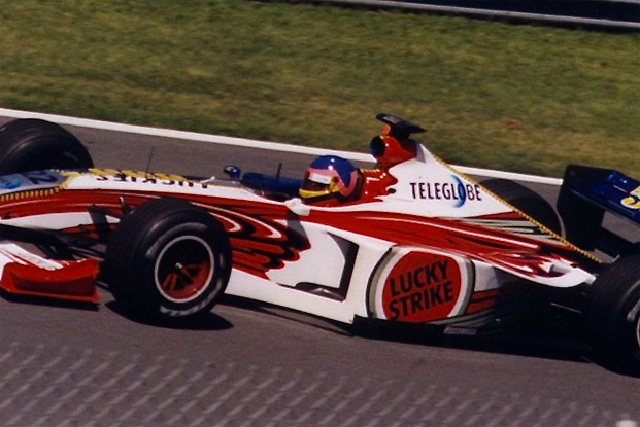
BAR 01 de Jacques Villeneuve en Canadá.

Las marcas relacionadas con la BAT han estado involucradas en la categoría durante largo tiempo, a través del auspicio de diferentes equipos. En 1997, Craig Pollock convenció a la compañía de la conveniencia de adquirir una escudería de Fórmula 1. La elección recayó en Tyrrell, por la cual Pollock y la BAT desembolsaron cerca de 47 millones de dólares. Oficialmente, el equipo compitió bajo la denominación de Tyrrell en 1998, hasta que se transformó en BAR al año siguiente.
En su papel de director del equipo, Pollock logró hacerse de los servicios del campeón de la categoría del año 1997, Jacques Villeneuve, a cambio de un lucrativo contrato. Pollock había sido representante del piloto en los años anteriores, por lo que la elección pareció obvia. Villeneuve fue acompañado por el debutante Ricardo Zonta, y pese a que Pollock pronosticó un buen año para el equipo, la escudería no estuvo a la altura de las expectativas: no obtuvo un solo punto en toda la temporada, y fue superada hasta por Minardi, equipo con un presupuesto considerablemente menor.
En su primera temporada en el equipo, Villeneuve comenzó con 11 abandonos, logrando luego un octavo puesto como mejor ubicación. Zonta se perdió 3 carreras por una lesión, y también logró su mejor posición con un octavo lugar. Para colmo, su reemplazante durante esas tres carreras, Mika Salo, logró ubicar su monoplaza en un séptimo lugar en una de ellas.

### 2000
Tras haber competido con motores Supertec en 1999 (motores Renault reciclados), el equipo firmó un contrato para que Honda fuera su proveedor de propulsores en el 2000. Con Honda, el equipo ganó en fiabilidad y competitividad, aunque el mejor resultado obtenido en el año fue un cuarto lugar. A pesar de la notoria mejora con respecto al año anterior, el cuarto lugar compartido en el campeonato de constructores no era lo que los dueños del equipo habían imaginado.

### 2001
Villeneuve logró dos podios en 2001 en España y Alemania, aunque lo logrado por él y por su nuevo compañero Olivier Panis no fue suficiente, y Pollock debió alejarse de la conducción de la escudería. BAR terminó sexto en el campeonato de constructores tras Jordan.

### 2002
Bajo el mando de David Richards a partir de 2002, las malas rachas continuaron con el modelo BAR 004. Villeneuve debía luchar en demasía para obtener algún punto, al igual que Olivier Panis, a pesar de las altas expectativas del equipo. Ambos lograron su mejor resultado en Silverstone con un cuarto y un quinto lugar respectivamente. La escudería terminó en el octavo lugar del campeonato de constructores.

### 2003
En 2003 Jenson Button reemplazó a Panis en el equipo. El piloto inglés fue el que logró los mejores resultados para el equipo (dos cuartos puestos en Austria y Japón), e incluso llegó a liderar varias vueltas en Indianápolis, hasta que su motor se averió. La falta de resultados por parte de Villeneuve determinó su reemplazo con el piloto japonés Takuma Satō para el Gran Premio de Japón. A pesar de que el chasis utilizado en la Temporada 2003 de Fórmula 1 era considerado uno de los mejores de la categoría, el equipo sufrió por el hecho de montar cubiertas Bridgestone. Tras el fin de la temporada, la escudería migró hacia Michelin, buscando aprovechar el potencial del auto.

### 2004

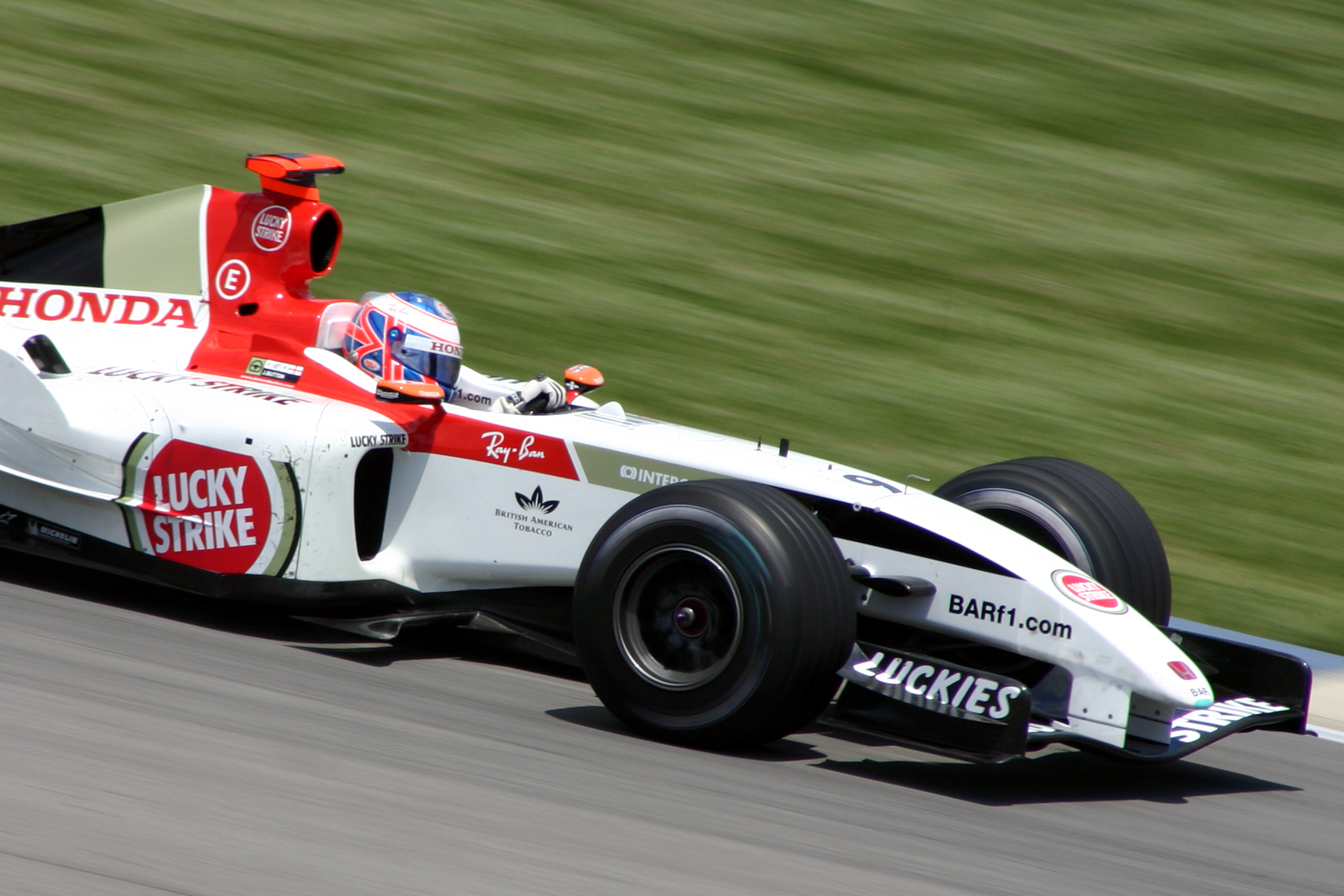
Button en el Gran Premio de los Estados Unidos de 2004.

En 2004, la suerte cambió para BAR, ya que Button logró varios podios e incluso la primera pole position para el equipo, en el Gran Premio de San Marino de ese año. La escudería luchaba por el segundo lugar en la copa de constructores, y a pesar de los rumores sembrados sobre el futuro de Jenson Button (tanto Williams como BAR sostenían haberlo fichado para la temporada siguiente), el equipo y el piloto mostraron gran profesionalismo al dejar esas cosas de lado al momento de las competencias. Finalmente, BAR logró el subcampeonato de constructores y retuvo al joven piloto inglés, aunque no se lograron victorias. Jenson Button terminó tercero en el campeonato de pilotos, y Takuma Satō terminó octavo.

### 2005

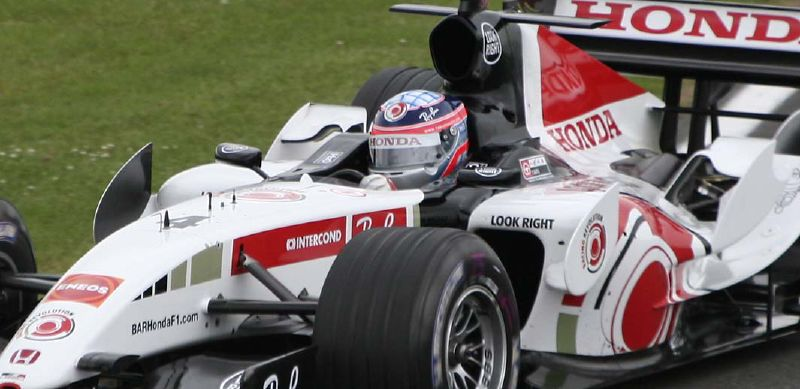
BAR 007 de Takuma Satō.

Junto con las cada vez más importantes restricciones a las publicidades de tabaco en la categoría, surgieron los rumores de venta de la escudería por parte de la BAT. A mediados de noviembre de 2004, la tabacalera anunció que Honda había adquirido el 45% del equipo. Como parte del acuerdo, se produjo el alejamiento del director deportivo David Richards.
Tras el Gran Premio de San Marino, la FIA exigió la expulsión del equipo BAR por haber utilizado un coche con menor peso durante esa carrera. Además, solicitó una multa de 1 millón de euros para la escudería.
La Federación Internacional del Automóvil encontró que el equipo había utilizado un depósito de combustible oculto, con capacidad para nueve kilos de combustible, que le otorgaba la ventaja de llevarlo vacío en la carrera (y por ende un auto más liviano), y sólo se llenaba en el último repostaje para cumplir con el reglamento en el pesaje obligatorio tras el Gran Premio.
La acusación fue realizada por el comisario jefe de la FIA, Charlie Whiting, ante un órgano de cuatro jueces independientes de la Corte de Apelación Internacional. En tanto, los representantes de BAR aseguraron que no contravinieron ninguna norma, al tiempo que cuestionaron el proceso de pesaje.
Finalmente, el tribunal decidió descalificar a la escudería del Gran Premio de San Marino y suspenderla para las carreras de España y Mónaco.
Para la temporada 2006, Takuma Satō abandonó el equipo al no haber sido renovado y Rubens Barrichello ocupó su lugar.

### Venta a Honda
A principios de octubre de 2005, el equipo anunció que Honda pasaba a tener el control 100% de la escudería, que hasta ahora tenía el 45%, reemplazando a la tabacalera British American Tobacco, creadora del equipo. En noviembre de 2005, Honda anunció el nuevo nombre del equipo: Honda Racing F1.